# Bystrzyca Sołotwińska
Bystrzyca Sołotwińska (ukr. Бистриця Солотвинська Bystrycia Sołotwynśka) – rzeka na Ukrainie, dopływ Bystrzycy. W Słowniku nazywana także Złota Bystrzyca

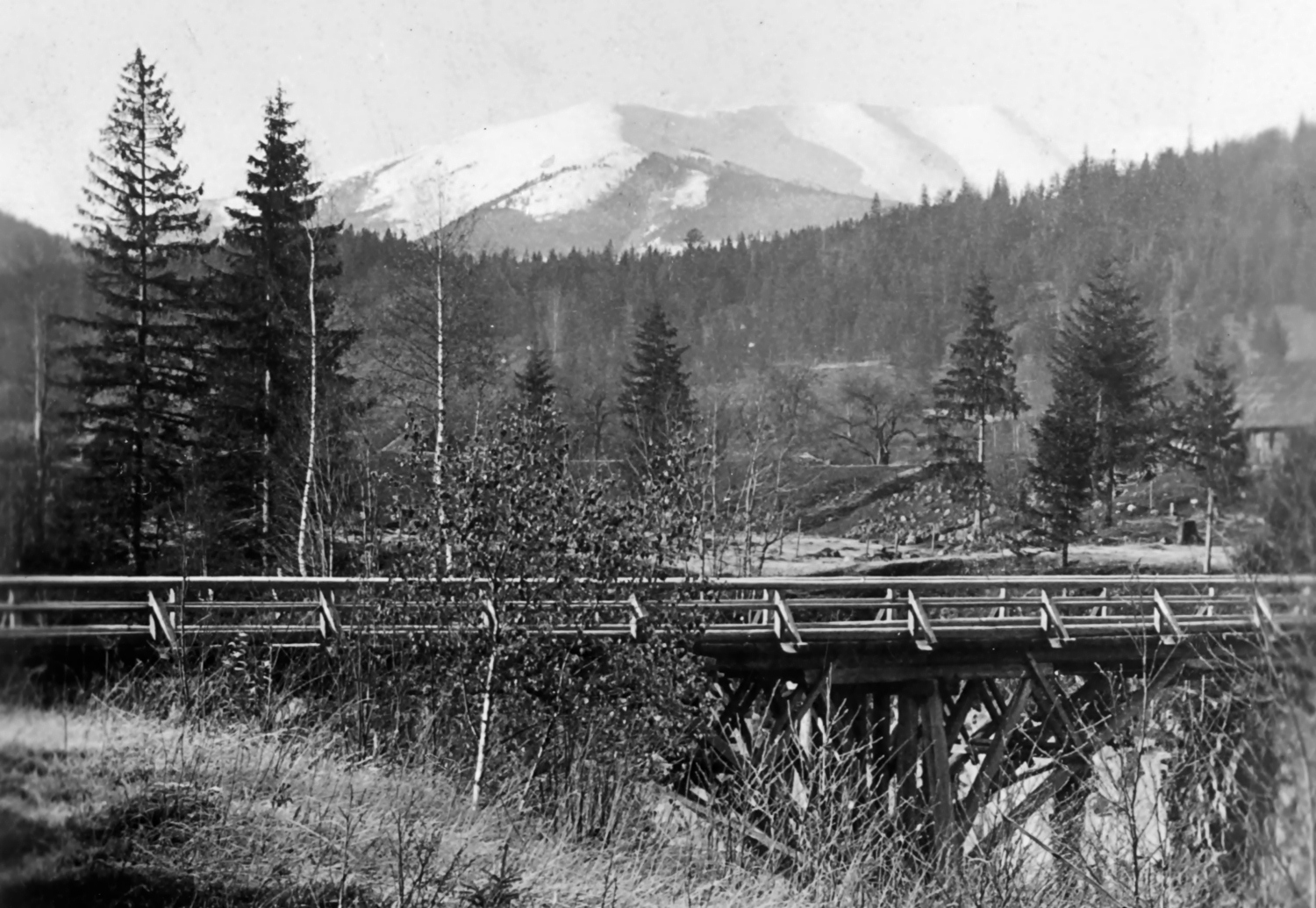
Okolice Sołotwiny, drewniany most nad Bystrzycą Sołotwińską zbudowany przed 1914, stan w roku 1936; w tle szczyt Sywuli

Źródła rzeki znajdują się w Gorganach, w okolicy szczytów Sywula i Bystryk. Długość rzeki wynosi 82 km, powierzchnia dorzecza 795 km².